# Eric Wesdorp
Izak Cornelis Eric (Eric) Wesdorp (Amsterdam, 15 februari 1947 - Amsterdam, 17 oktober 2017) is een voormalige roeier. Hij vertegenwoordigde Nederland eenmaal op de Olympische Spelen, maar won bij die gelegenheid geen medailles.
In 1968 maakte Wesdorp met zijn olympisch debuut op de Spelen van Mexico-Stad. Bij het roeionderdeel acht met stuurman finishte hij in de B-finale in een tijd van 6.14,18 en moest hiermee genoegen nemen met een achtste plaats.
Wesdorp was in zijn actieve tijd aangesloten bij de Amsterdamse studentenroeivereniging ASR Nereus. Hij studeerde medicijnen en promoveerde later als gastro-enteroloog bij prof Guido Tytgat na zijn roeicarrière was hij actief wielrenner. Hij was een van de oprichters van de Amsterdam Gut Club.

## Palmares

### roeien (acht met stuurman)
- 1968: 8e OS - 6.14,18